# Or Dadia
Or Dadia (hebräisch אור דדיה; * 12. Juli 1997 in Beʾer Scheva) ist ein israelischer Fußballspieler, der bei HaPoʿel Beʾer Scheva in der Ligat haʿAl unter Vertrag steht.

## Karriere

### Verein
Dadia spielte in den Jugendabteilungen von Maccabi Beʾer Scheva und HaPoʿel Beʾer Scheva. Am 15. Mai 2017 gab er in der Saison 2016/17 sein Debüt in der ersten Mannschaft von HaPoʿel in der Ligat haʿAl gegen Beitar Jerusalem. HaPoʿel feierte am Ende der Saison die Israelische Meisterschaft. Ab der Saison 2017/18 wurde Dadia für zwei Jahre an HaPoʿel Bnei Lod aus der Liga Leʾummit verliehen. Bis zum Ende der ersten Saison kam er auf 24 Ligaeinsätze und belegte mit seiner Mannschaft den zehnten Platz. In der Saison 2018/19 wurde er mit seiner Mannschaft neunter Platz in der Liga und bestritt 31 Ligaeinsätze und erzielte dabei ein Tor gegen HaPoʿel Kfar Saba. Nach seiner Rückkehr nach Beʾer Scheva gewann er zweimal den Israelischen Pokal und einmal den Supercup.
Im Juli 2023 wurde Dadia vom schottischen Erstligisten FC Aberdeen für eine Saison ausgeliehen mit einer Kaufoption. Nachdem er bis Januar 2024 nur dreimal im Spieltagskader der Scottish Premiership stand, wurde die Leihe vorzeitig beendet.

### Nationalmannschaft
Dadia debütierte im September 2022 in der israelischen A-Nationalmannschaft gegen Malta. Bei der 1:2-Niederlage stand er in der Startelf und wurde im Spielverlauf gegen Eli Dasa ausgewechselt.

## Erfolge
mit HaPoʿel Beʾer Scheva:
- Israelischer Meister: 2017
- Israelischer Pokalsieger: 2020, 2022
- Israelischer Fußball-Supercup: 2022